# 何沐阳
何沐阳（1972年10月19日—），湖南安化人，原名何亮，中国大陆作词家、作曲家及音乐制作人，现任中国音乐家协会副主席。早年客居深圳，积累了丰富的创作经验，后以“中国风”融合国际现代多元的创作手法，开创了中国现代民歌新流派，代表作有凤凰传奇的《月亮之上》。何沐阳有多首歌曲登上过春晚舞台，创作过多首具有地方特色的流行歌曲，参与过一些重大题材的创作。何沐阳喜欢宋词，宋词的韵律感、用词的唯美，以及它可以容纳各种的情怀，对其创作产生了很深的影响。

## 作品
- 凤凰传奇 - 《月亮之上》《新疆玫瑰》《香香》《可可西里》《最后的讨伐》《传奇》《让爱领舞》《心驰神往》等
- 杨钰莹 - 《如梦令》
- 齐秦 - 《扬帆远航》《为爱》
- 成龙、谭晶 - 《中国看见》（奥运中国故事主题曲）
- 谭晶 -  《世界》世博志愿者主题曲
- 徐千雅 - 《彩云之南》《坐上火车去拉萨》《半路》《北京情人》《春风沉醉的晚上》《火花》《蓝色海风》《美丽家园》《念念不忘》《情流感》《苏州河》《向往》《嫦娥奔月》《万山之巅》《山楂树之恋》《天耀中華》《下一站是幸福》《跟我到新疆》《芳香之城》《相爱山水间》《我在景德镇等你》等
- 孙楠、徐千雅 - 《跟我一辈子》（电视剧《仙女湖之墨仙》主题曲）
- 黄英 - 《大太阳》
- 格格 - 《火苗》《想你想到草绿了》
- 三木科 - 《溜溜的姑娘像朵花》
- 雪山朗玛 - 《雪山朗玛》《坐上火车去北京》
- 华谊兄弟群星公益歌曲《我们有爱》
- 湖南卫视春晚主题曲《我们一起过年》
- 电影《芳香之城传奇》主题曲《芳香之城》
- 电视剧《血色湘西》主题曲《高山有好水》
- 电视剧《仙女湖之墨仙》主题曲及音乐《仙女湖》《跟你一辈子》
- 张家界黄龙洞景区歌舞剧《烟雨张家界》主题音乐及主题曲《相爱山水间》《我在高山唱》
- 央视《星光大道》开场曲《唱到北京去》
- 央视《回声嘹亮》栏目主题歌曲《回声嘹亮》
- 中国七夕主题歌曲《天下有情人》
- 央视《黄金100秒》主题歌曲《金光闪闪亮》